# Pakistan State Oil
Pakistan State Oil (PSO) — нефтегазовая компания Пакистана. Контрольный пакет акций (51 %) принадлежит правительству Пакистана. Штаб-квартира и основные производственные мощности (НПЗ, 2 завода смазочных материалов и нефтехранилище) находятся в Карачи. Крупнейшая компания страны по размеру выручки.

## История
Нефтедобыча на территории Пакистана началась ещё в 1885 году, однако запасы нефти в стране оказались невелики. В 1952 году Pakistan Petroleum (совместное предприятие правительства Пакистана и Burmah Oil), открыло крупное месторождение природного газа в Балочистане. После этого в стране начали работу многие крупные международные нефтегазовые компании, в основном, однако, они занимались импортом и розничной продажей нефтепродуктов; наибольших успехов достигли Shell и Esso.
В 1964 году в Карачи начал работу первый нефтеперерабатывающий завод, в том же году была создана первая частная пакистанская нефтяная компания Pakistan National Oil Company, в 1967 году — ещё одна, Dawood Petroleum Company. В 1974 году обе компании были национализированы, и на их основе была создана государственная Petroleum Storage Development Corporation, переименованная в 1976 году в Pakistan State Oil (PSO). В сентябре 1976 года были национализированы операции Esso в стране и также влиты в PSO. С 1981 года компания начала заниматься сжиженным газом. В 1994 году совместно с Hyundai началось строительство нового НПЗ.
В 2001 году начался процесс приватизации компании, 17 % её акций были размещены на Фондовой бирже Карачи, ещё 34 % акций приобрели банки и другие институциональные инвесторы. В 2005 году доля государства была сокращена до 25,5 %. К 2006 году количество АЗС компании достигло 3750, многие из них имели продуктовые магазины.

## Деятельность
Компания занимает нефтепереработкой, производством смазочных материалов, оптовой и розничной торговлей нефтепродуктами. Нефть импортируется из Кувейта, Катара, Саудовской Аравии и Объединённых Арабских Эмиратов. Розничная сеть насчитывает 3500 АЗС, также является поставщиком авиационного топлива в 10 аэропортах страны.
Нефтепереработку осуществляет дочерняя компания Pakistan Refinery Limited, в которой PSO принадлежит 63,6 % акций. В 2020/21 финансовом году компания переработала 9,2 млн тонн нефти, на неё пришлось 46 % рынка нефтепродуктов Пакистана. Также компания занимается импортом сжиженного газа из Катара и продажей газовых баллонов (на газ приходится около четверти продаж компании).